# Ikarus C80
Ikarus C80 — городской сочленённый среднеприводный автобус особо большой вместимости венгерской фирмы Ikarus, выпускавшийся с 1998 по 2002 год.

## Описание
Ikarus C80 представляет собой аналог Ikarus 280 с передней и задней частями семейства Classic. До создания транспортных центров автобус принадлежал 14 компаниям Volán.
Первый экземпляр, принадлежащий Volánbusz Zrt, получил номерной знак GRZ-230. Трансмиссия автобуса механическая.
Первые 32 экземпляра всё ещё были оклеены обоями по аналогии с Ikarus 280.

## Модификации
- Ikarus C80.30A[4]
- Ikarus C80.30M[5]
- Ikarus C80.40A[6]
- Ikarus C80.40M[7][8]